# Copa de Campeones de la Concacaf 1983
La Copa de Campeones de 1983 fue la decimonovena edición de la Copa de Campeones de la Concacaf, torneo de fútbol a nivel de clubes más importante de Norteamérica, Centroamérica y el Caribe organizado por la Concacaf. El torneo comenzó el 20 de marzo de 1983 y culminó el 1 de febrero de 1984.
El campeón fue Atlante de México, que logró su primer título en la competición. Venció en la final al Robinhood de Surinam, que estableció un récord de subcampeonatos que no ha podido ser igualado hasta la fecha.

## Equipos participantes
En cursiva los equipos debutantes en el torneo.
| País                          | Equipo                                       |
| ----------------------------- | -------------------------------------------- |
| México · 2 cupos              | Atlante FC Club Tigres de la UANL            |
| Surinam 2 cupos               | SV Robinhood SV Leo Victor                   |
| Guatemala · 2 cupos           | CSD Suchitepéquez CSD Comunicaciones         |
| Antillas Neerlandesas 2 cupos | SU Brion Trappers SV Dakota                  |
| Costa Rica · 2 cupos          | Deportivo Saprissa AD Municipal Puntarenas   |
| Estados Unidos 2 cupos        | New York Pancyprian-Freedoms Detroit Express |
| El Salvador · 2 cupos         | CD Atlético Marte Independiente FC           |
| Honduras 2 cupos              | CD Olimpia CD Motagua                        |
| Trinidad y Tobago 2 cupos     | Defence Force FC Kentucky Fried Memphis FC   |

## Zona Norte/Centroamericana

### Primera ronda

#### Atlético Marte - Municipal Puntarenas
| Equipo Local Ida | Resultado | Equipo Visitante Ida | Ida | Vuelta |
| ---------------- | --------- | -------------------- | --- | ------ |
| Atlético Marte   | w/o       | Municipal Puntarenas | -   | -      |

- Municipal Puntarenas abandonó el torneo. Atlético Marte avanza a la siguiente ronda.

#### Independiente - Detroit Express
| Equipo Local Ida | Resultado | Equipo Visitante Ida | Ida | Vuelta |
| ---------------- | --------- | -------------------- | --- | ------ |
| Independiente    | w/o       | Detroit Express      | -   | -      |

- Detroit Express abandonó el torneo. Independiente avanza a la siguiente ronda.

#### Tigres UANL - Olimpia
| 20 de marzo de 1983 | Olimpia | 0:1 (0:1) | Tigres UANL   | Estadio Nacional, Tegucigalpa |  |
|                     |         |           | Fernández 43' |                               |  |

| 6 de abril de 1983                                                                                  | Tigres UANL               | 2:1 (2:0) (Global 3:1) | Olimpia     | Estadio Universitario, Monterrey |                          |
| | Alfaro 25' · Carrillo 29' |                        | Norales 65' | Árbitro(s): Robert Evans         | Árbitro(s): Robert Evans |
| El partido terminó en el minuto 72' debido a que Olimpia se retiró por protestas contra el árbitro. |                           |                        |             |                                  |                          |

#### Atlante - Comunicaciones
| 10 de abril de 1983 | Comunicaciones            | 2:2 (0:0) | Atlante                  | Estadio Mateo Flores, Ciudad de Guatemala                       |                                                                 |
|                     | Fernández 47' · Pérez 64' |           | Ayala 51' · González 76' | Asistencia: 40000 espectadores Árbitro(s): Germán Orlando Palma | Asistencia: 40000 espectadores Árbitro(s): Germán Orlando Palma |

| 13 de abril de 1983 | Atlante                      | 2:0 (1:0) (Global 4:2) | Comunicaciones | Estadio Mateo Flores, Ciudad de Guatemala                         |                                                                   |
|                     | Rergis 14' · Lato 80' (pen.) |                        |                | Asistencia: 45000 espectadores Árbitro(s): Cecilio Midence Torres | Asistencia: 45000 espectadores Árbitro(s): Cecilio Midence Torres |

#### New York Pancyprian-Freedoms - Motagua
| 10 de abril de 1983 | Motagua               | 2:1 (2:0) | New York Pancyprian-Freedoms | Estadio Nacional, Tegucigalpa |  |
|                     | Obando 8' · Reyes 10' |           | Christopher 53'              |                               |  |

| 24 de abril de 1983 | New York Pancyprian-Freedoms    | 3:1 (Global 4:3) | Motagua | Met Oval, Nueva York |  |
|                     | Christou · Touros · Desconocido |                  | Yubini  |                      |  |

#### Suchitepéquez - Saprissa
| 20 de abril de 1983 | Saprissa          | 2:2 (1:0) | Suchitepéquez            | Estadio Ricardo Saprissa, San José |                               |
|                     | Coronado 44', 59' |           | García 51' · Claverí 62' | Árbitro(s): José Carlos Ortiz      | Árbitro(s): José Carlos Ortiz |

| 27 de abril de 1983 | Suchitepéquez | 1:0 (0:0) (Global 3:2) | Saprissa | Estadio Carlos Salazar Hijo, Mazatenango |                           |
|                     | Solórzano 62' |                        |          | Árbitro(s): Rolando Reyes                | Árbitro(s): Rolando Reyes |

### Segunda ronda

#### Atlante - New York Pancyprian-Freedoms
| 12 de junio de 1983 | New York Pancyprian-Freedoms | 1:1 (0:1) | Atlante       | Downing Stadium, Nueva York |  |
|                     | Papaioannou 65'              |           | Hernández 38' |                             |  |

| 14 de junio de 1983 | Atlante                                | 3:2 (0:1; 2:2) (Global 4:3) | New York Pancyprian-Freedoms      | Hofstra Stadium, Nueva York    |                                |
|                     | González 49' · Lato 60' · Ramírez 118' |                             | Nicolas 30' · Paraskea 73' (pen.) | Asistencia: 5,000 espectadores | Asistencia: 5,000 espectadores |

#### Independiente - Atlético Marte
| Equipo Local Ida | Resultado | Equipo Visitante Ida | Ida   | Vuelta |
| ---------------- | --------- | -------------------- | ----- | ------ |
| Atlético Marte   | 2 - 3     | Independiente        | 2 - 3 | 0 - 0  |

#### Suchitepéquez - Tigres UANL
| 13 de agosto de 1983 | Tigres UANL   | 1:1 (0:1) | Suchitepéquez    | Estadio Universitario, Monterrey |  |
|                      | Fernández 89' |           | Méndez 5' (pen.) |                                  |  |

| 28 de agosto de 1983 | Suchitepéquez                             | 3:0 (1:0) (Global 4:1) | Tigres UANL | Estadio Carlos Salazar Hijo, Mazatenango |  |
|                      | González 43' · Paniagua 72' · Claverí 79' |                        |             |                                          |  |

### Tercera ronda
| Equipo Local Ida | Resultado | Equipo Visitante Ida | Ida | Vuelta |
| ---------------- | --------- | -------------------- | --- | ------ |
| Independiente    | w/o       | Atlante              | -   | -      |

- Independiente abandonó el torneo. Atlante avanza a la siguiente ronda.

### Cuarta ronda
| 16 de noviembre de 1983 | Suchitepéquez             | 2:2 (2:2) | Atlante                | Estadio Carlos Salazar Hijo, Mazatenango |                                |
|                         | Paniagua 15' · Méndez 43' |           | Moses 26' · García 29' | Asistencia: 15000 espectadores           | Asistencia: 15000 espectadores |

| 30 de noviembre de 1983 | Atlante                                                            | 6:0 (4:0) (Global 8:2) | Suchitepéquez | Estadio Azulgrana, Distrito Federal |                               |
|                         | Farfán 33', 45', 63' · Ramírez 10' · Ruiz 15' (pen.) · Andrade 72' |                        |               | Árbitro(s): José Carlos Ortiz       | Árbitro(s): José Carlos Ortiz |

## Zona del Caribe

### Primera ronda

#### SUBT - Kentucky Fried Memphis
| Equipo Local Ida | Resultado | Equipo Visitante Ida | Ida   | Vuelta |
| ---------------- | --------- | -------------------- | ----- | ------ |
| SUBT             | 5 - 4     | Kentucky Memphis     | 5 - 0 | 0 - 4  |

#### Robinhood - Defence Force
| Equipo Local Ida | Resultado        | Equipo Visitante Ida | Ida   | Vuelta |
| ---------------- | ---------------- | -------------------- | ----- | ------ |
| Defence Force    | 3 - 3 (2-4 pen.) | Robinhood            | 1 - 0 | 2 - 3  |

#### Dakota - Leo Victor
| 3 de julio de 1983 | Dakota                                      | 5:1 (2:0) | Leo Victor  | Estadio Willemstad, Willemstad |  |
|                    | Richardson ?', ?' · Dirks ?', ?' · Catalina |           | Desconocido |                                |  |

| 10 de julio de 1983 | Leo Victor                   | 3:0 (1:0) (Global 4:5) | Dakota | Estadio André Kamperveen, Paramaribo |  |
|                     | Lieveldt 10', 50' · Wĳks 56' |                        |        |                                      |  |

### Segunda ronda
| Equipo Local Ida | Resultado | Equipo Visitante Ida | Ida   | Vuelta |
| ---------------- | --------- | -------------------- | ----- | ------ |
| Robinhood        | 5 - 1     | Dakota               | 5 - 1 | 0 - 0  |

### Tercera ronda
| Equipo Local Ida | Resultado | Equipo Visitante Ida | Ida   | Vuelta |
| ---------------- | --------- | -------------------- | ----- | ------ |
| SUBT             | 1 - 4     | Robinhood            | 1 - 2 | 0 - 2  |

## Final

### Ida
| 22 de enero de 1984 | Robinhood  | 1:1 (0:1) | Atlante    | Estadio André Kamperveen, Paramaribo |  |
|                     | Grando 83' |           | Farfán 38' |                                      |  |

### Vuelta
| 1 de febrero de 1984 | Atlante                                     | 5:0 (2:0) (Global 6:1) | Robinhood | Estadio Azulgrana, Distrito Federal |  |
|                      | Farfán 4', 63' · Castro 9', 47' · Moses 70' |                        |           |                                     |  |

| Atlante Campeón 1.er título |